# Troszyn (powiat kamieński)
Troszyn (do 1945 niem. Alt Tessin) – wieś w Polsce położona w województwie zachodniopomorskim, w powiecie kamieńskim, w gminie Wolin.
Wieś posiada przystanek PKP, PKS. We wsi znajduje się sklep spożywczy, warsztat samochodowy i motel. Funkcjonuje tu również Ochotnicza Straż Pożarna. Noclegi można uzyskać również w miejscowej szkole. 

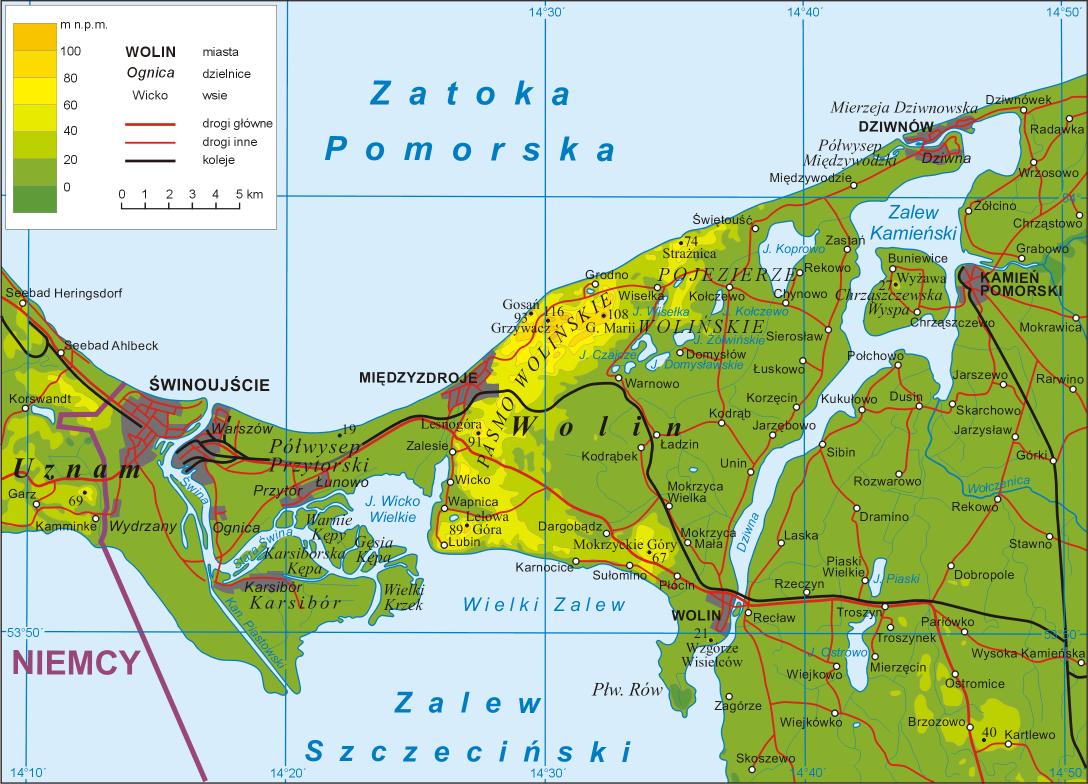
Mapa wyspy Wolin z zaznaczonym Troszynem

## Położenie
Troszyn położony jest przy drodze krajowej nr 3, około 7 km od Wolina, i 19 km od Kamienia Pomorskiego. Leży między dwoma jeziorami: Piaski – na północy – i Ostrowo – na południu. Przez miejscowość przechodzi  niebieski pieszy Szlak nad Zalewem Szczecińskim i Dziwną. Planowana jest również ścieżka rowerowa przez wieś.
W latach 2008–2011 została wybudowana obwodnica Troszyna, Parłówka i Ostromic wraz z budową drogi S3 Wolin – Troszyn – droga klasy S o długości 11,7 km.
Północna część miejscowości (na północ od drogi krajowej nr 3) została włączona do obszaru specjalnej ochrony ptaków Bagna Rozwarowskie.

## Historia
Wiadomo, że wieś istniała już w III wieku. Pierwsze pisane wzmianki o Troszynie pochodzą z końca XIII wieku. Była wymieniana wtedy jako Trosin i Tessin. Należała w owym czasie do rodziny von Parlow. W roku 1820 wydzielono z niej dwie osady: Troszynek i Wilcze. W latach 1975–1998 miejscowość należała administracyjnie do województwa szczecińskiego.

## Edukacja
W Troszynie mieści się publiczna szkoła podstawowa, której dyrektorem jest Piotr Karliński. Do jej obwodu należą miejscowości: Dramino, Mierzęcin, Piaski Wielkie, Rzeczyn, Troszyn, Troszynek, Dobropole, Parłówko. Starsza młodzież najczęściej uczęszczała do gimnazjum w Wolinie.

## Zabytki
W leśnictwie Troszyn rośnie dąb szypułkowy – pomnik przyrody. Do obiektów zabytkowych należą domy mieszkalne o numerach: 6, 13, 16, 24, 26 oraz budynek gospodarczy nr 1 i poczta.